# Bodil Jönsson
Bodil Jönsson (født 1942 i Helsingborg) er en svensk fysiker og forfatter. Hun er professor ved afdelingen for rehabiliteringsteknik ved Lunds Universitet, Certec, siden 1999, og hun var med til at tage initiativ til afdelingens etablering i 1987.
Jönsson uddannet fil.mag. i fysik ved Lunds Tekniske Højskole (LTH) i 1963, og tog senere en pædagogisk eksamen som supplement. Hun har siden været ansat ved LTH, Göteborgs Universitet og Lunds Universitet.
Ved siden af sit forsknings- og undervisningsarbejde har Bodil Jönsson været optaget af formidling af videnskabelig viden til den brede offentlighed. I den forbindelse har hun været med i en tv-serie, Fråga Lund, som ekspert i fysik samt holdt en række foredrag i radioen. Men først og fremmest blev hun kendt, også ud over landets grænser, for sine bøger, hvoraf især den første, Ti tanker om tid (1999), blev en stor salgssucces. Den blev fulgt op af flere bøger i samme genre som Tankekraft og I Tide og Utide. Disse bøger kan opfattes som en art selvhjælpsbøger, hvor Jönsson med udgangspunkt i mange videnskaber giver gode råd til blandt andet at få bedre tid.